# Леон (аэропорт)
Аэропорт Леон (исп. Aeropuerto de León), (ИАТА: LEN, ИКАО: LELN) — коммерческий аэропорт, расположенный на территории муниципалитетов Вальверде-де-ла-Вирхен и Сан-Андрес-дель-Рабанедо в шести милях к западу от города Леон (Испания). Принадлежит крупному оператору испанских аэропортов Aena.
В 2008 году услугами аэропорта воспользовались 122 809 пассажиров, в 2010 году объем пассажирских перевозок составил 93 313 человек. Снижение трафика произошло главным образом по причине ухода из аэропорта региональной авиакомпании LagunAir. В 2008 году аэропорт обслужил 5700 рейсов и обработал около 16 тонн грузов.
Порт находится на самой высокой отметке (916,3 метров) в сравнении с остальными коммерческими и военными аэропортами Пиренейского полуострова.

## История
Свою историю аэропорт Леон ведёт с 1920 года, когда по распоряжению правительства страны была построена авиабаза Леон. В 1924 году на территории авиабазы начались работы по подготовке объектов инфраструктуры, необходимых для обслуживания транзитных рейсов пассажирских самолётов, следовавших по маршруту Мадрид-Астурия и обратно. В 1929 году авиабаза была временно открыта для приёма пассажирских самолётов.
Дальнейшие работы по созданию инфраструктуры привели к появлению четырёх ангаров для долговременной стоянки и ремонта самолётов, бункеры для хранения топлива, воды, а также узла телефонной связи. В центре территории были установлены специальные навигационные знаки, указатель направления ветра. В этом периоде на территории авиабазы размещалась штаб-квартира 1-й эскадрильи 21-го крыла Северо-Западного военного флота Испании.
Во время Гражданской войны в Испании на территории аэродрома Леона находились штаб-квартиры нескольких подразделений воздушно-десантных сил. К концу военного конфликта аэродром имел литер «А» в списке всех военных авиабаз страны, к тому времени были возведены системы радиопеленгации объектов и ночного освещения территории аэродрома.
В 1940-х годах на территории аэродрома была открыта авиационная школа, в котором военные пилоты после прохождения курсов переподготовки получали лицензию пилотов общей авиации. Впоследствии школа была расформирована и заменена военно-воздушным училищем, в котором готовились военные лётчики.
В 1964 году аэропорт Леона официально был открыт для работы коммерческой авиации, взлётно-посадочная полоса при этом была оборудована системами для приёма и отправки воздушных судов в обоих направлениях. В 1990 году местные и региональные власти приняли решение о выделении финансовых средств для реконструкции аэропортового комплекса и строительства новых объектов инфраструктуры. В соответствии с данным решением органы самоуправления провинции обратились в Министерство обороны Испании с просьбой о разрешении строительства гражданских объектов на территории аэродрома, до сих пор находившегося в ведении военных. Официальное разрешение было получено властями в 1991 году.
В 1994 году на утверждение был представлен план первого этапа по реконструкции аэропорта Леон, предусматривающий строительство подъездной дороги и нескольких стоянок воздушных судов. Работы по первой фазе генерального плана завершились уже в следующем году, а ещё через два был рассмотрен план второго этапа реконструкции аэропорта. В январе 1999 года завершено строительство пассажирского терминала и нескольких гражданских объектов, и 2 июля того же года состоялась праздничная церемония официального открытия гражданского аэропорта Леон. Вскоре после этого флагманская авиакомпания страны Iberia открыла несколько регулярных маршрутов из Леона в Мадрид и Барселону.
22 декабря 2007 года премьер-министр Испании Хосе Луис Родригес Сапатеро представил третье расширение аэропорта, заключающееся в строительстве нового терминала площадью 9 600 м², разделенного на два этажа, нового перрона площадью 30 250 м² и новой парковки на 275 автомобилей и 8 автобусов. В 2007 году введена в эксплуатацию вторая взлётно-посадочная полоса аэропорта длиной в 3000 метров. Эти работы позволили приземляться широкофюзеляжным самолётам, увеличивая дальность полета до 4000 морских миль, делая при этом возможными маршруты в США, Ближний Восток и Африку. В современном периоде пропускная способность аэропорта Леон составляет около 500 тысяч пассажиров в год, порт имеет возможность обрабатывать как рейсы внутри страны, так и рейсы международных направлений.

## Статистика

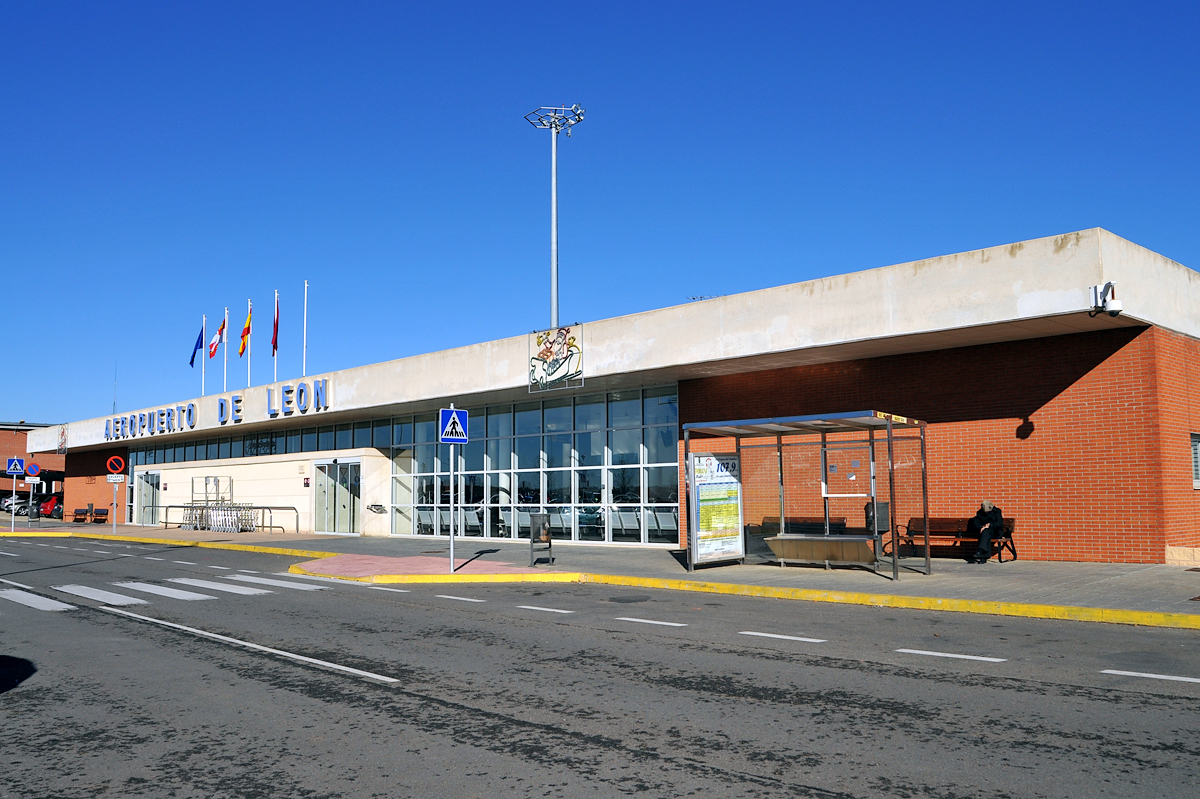
Прежнее здание пассажирского терминала

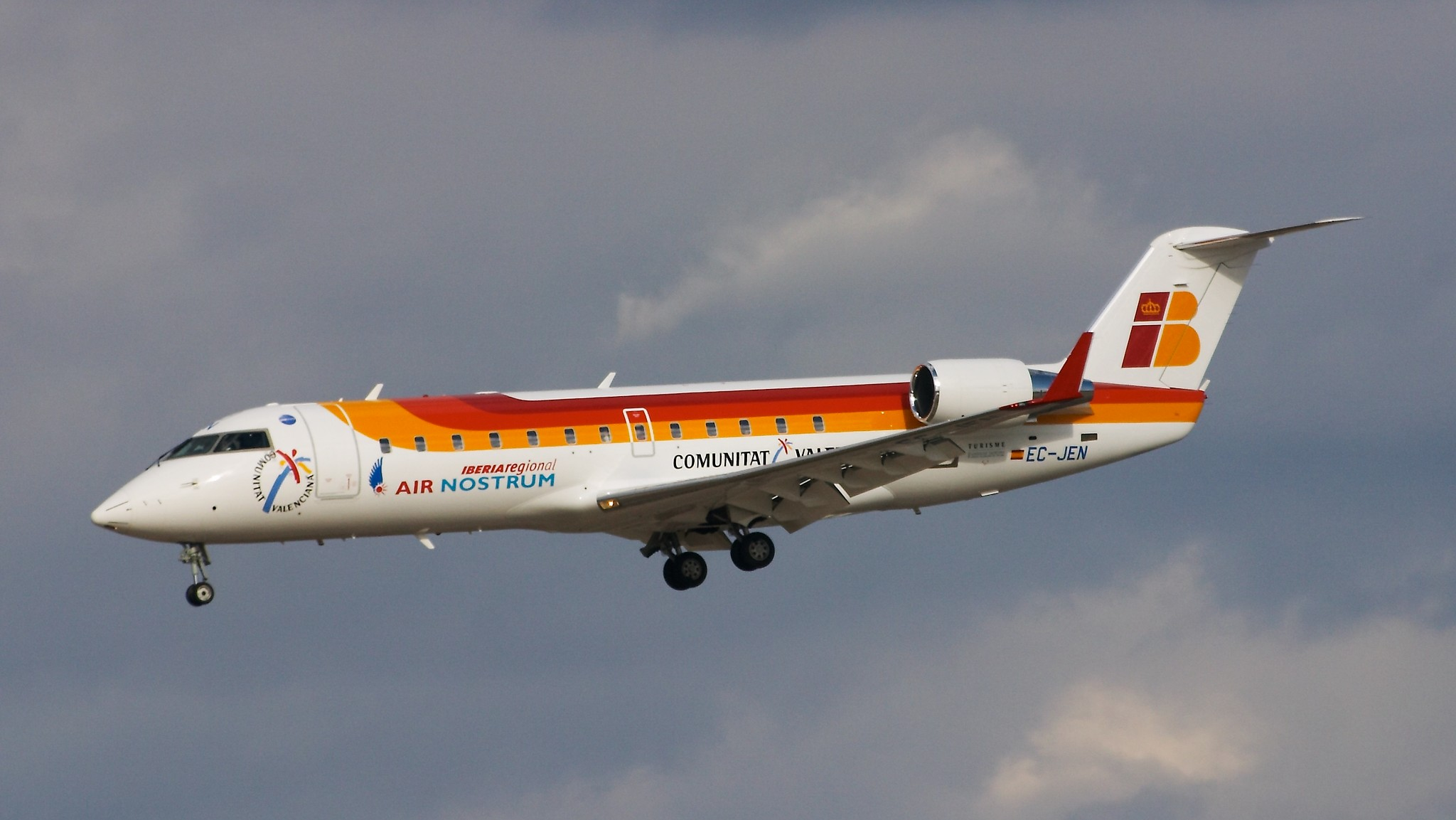
CRJ-200ER авиакомпании Air Nostrum под брендом Iberia в заходе на посадку в аэропорту Леон

| Год                                  | 2001   | 2002   | 2003    | 2004     | 2005    | 2006    | 2007    | 2008    | 2009    | 2010   |
| ------------------------------------ | ------ | ------ | ------- | -------- | ------- | ------- | ------- | ------- | ------- | ------ |
| Пассажиров                           | 24 816 | 23 972 | 31 607  | 65 187   | 80 894  | 126 650 | 161 705 | 122 809 | 94 282  | 93 313 |
| Операции взлётов и посадок самолётов | 2605   | 2793   | 2951    | 5241     | 5279    | 6296    | 7328    | 5700    | 4767    | 4770   |
| Изменение по пассажирам              | +17 %  | −3,4 % | +31,8 % | +106,2 % | +24,1 % | +56,6 % | +27,7 % | −24,1 % | −23,5 % | −2,0 % |
| Изменение по операциям               | -      | +7,2 % | +5,7 %  | +66,5 %  | +0,7 %  | +19,3 % | +16,2 % | −22,3 % | −16,4 % | +0,1 % |